# Erich Schleier
Erich Schleier (* 8. Juli 1934 in Hamburg; † 7. Dezember 2023) war ein deutscher Kunsthistoriker, Autor und Kurator.

## Leben
Schleier studierte Kunstgeschichte und Archäologie an den Universitäten von Hamburg, Freiburg und München. 1966 wurde er an der Universität Hamburg mit einer Arbeit über das römische Werk des Malers Giovanni Lanfranco promoviert. Von 1971 bis 1999 arbeitete er als Kurator für italienische Malerei in der Gemäldegalerie Berlin (ab 1978 Oberkustos). Als Autor schrieb er für nationale und internationale Zeitschriften seines Fachs, so für das Jahrbuch der Berliner Museen, The Burlington Magazine, The Art Bulletin, Revue de l’Art, La Revue du Louvre et des Musees de France, Paragone, Studi di storia dell’Arte, Arte illustata und Antiquità viva, hauptsächlich über italienische Maler des 16. bis 18. Jahrhunderts. Über das Œuvre Lanfrancos erstellte er bis 1983 einen Werkkatalog. Ab 1982 beteiligte er sich in wissenschaftlichen Gremien an bedeutenden Ausstellungen. Im Jahr 2000 ernannte ihn die Universität Neapel II für seine Arbeit zum Ehrendoktor.

## Schriften (Auswahl)
- Georges de La Tour (1593–1652): Essendes Bauernpaar. Staatliche Museen Preußischer Kulturbesitz, Berlin 1976.
- Disegni di Giovanni Lanfranco. Florenz 1983.
- mit Sybille Ebert-Schifferer und Andrea Emiliani (Hrsg.): Guido Reni und Europa. Ruhm und Nachruhm. Schirn Kunsthalle, Frankfurt am Main 1988.
- mit Mina Gregori (Hrsg.): La pittura in Italia. Il Seicento. 2 Bände, Electa, Mailand 1989.
- mit Giorgia Mancini: Giovanni Lanfranco: La crocifissione. Galleria Estense, Modena 1999.
- Giovanni Lanfranco: un pittore barocco tra Parma, Roma e Napoli. Electa, Mailand 2001.
- Dello stile naturale. Die Zeichnungen des Giovanni Lanfranco. Museum Kunstpalast, Düsseldorf 2006.